# Mazda Titan
Mazda Titan — вантажівка японської компанії Mazda, що випускається з 1971 року. Тітан є наступником Mazda E2000 і виготовлявся колишнім партнерам Kia Motors по бедж-інжинірингу як Kia Titan та тимчасово виробляється компанією Ford в Океанії, і пропонується як Ford Trader. Починаючи з 2004 року Mazda Titan виготовляється на основі Isuzu Elf.

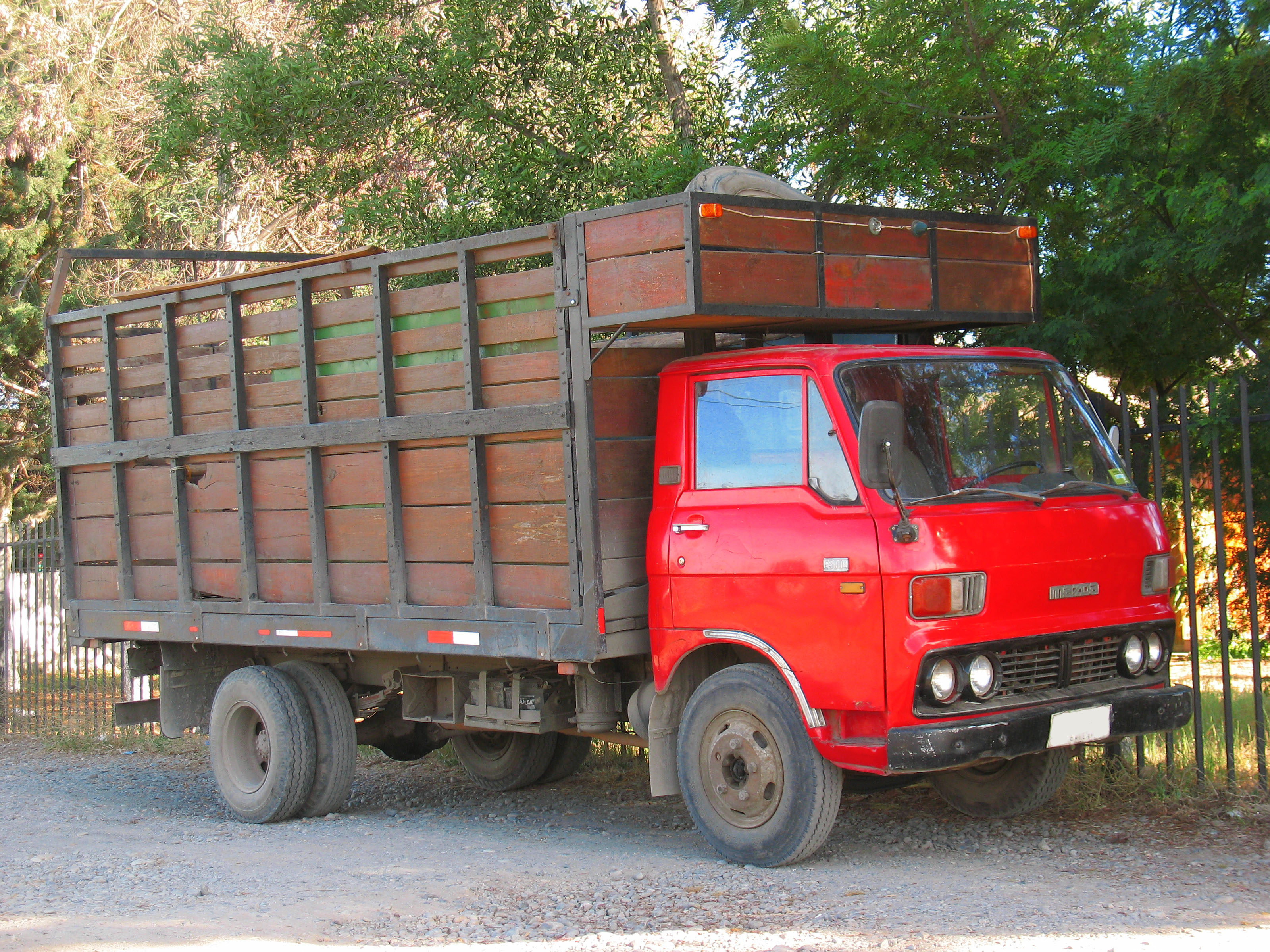
Mazda Titan 1 (1971-1980)
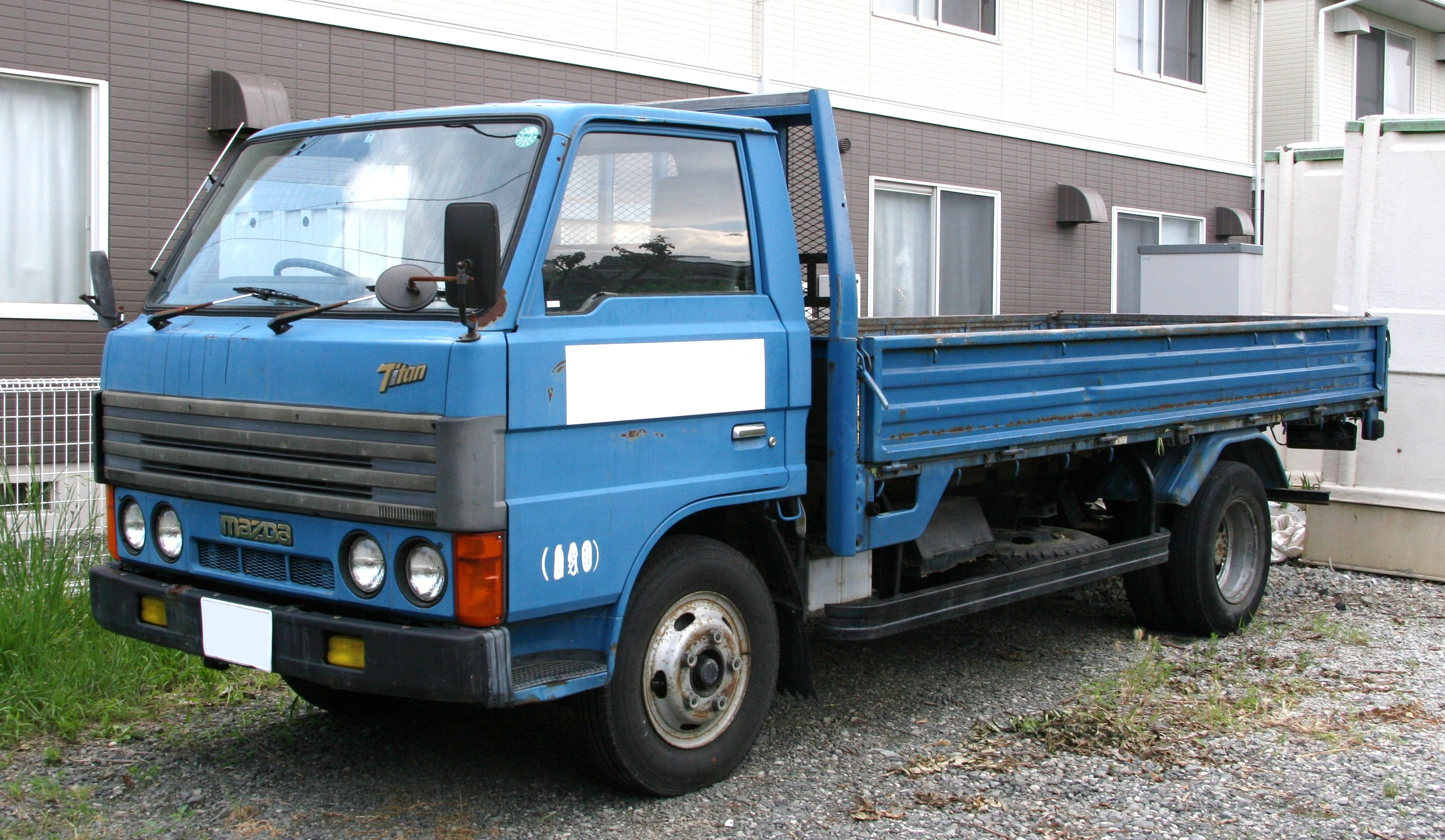
Mazda Titan 2 (1980-1987)
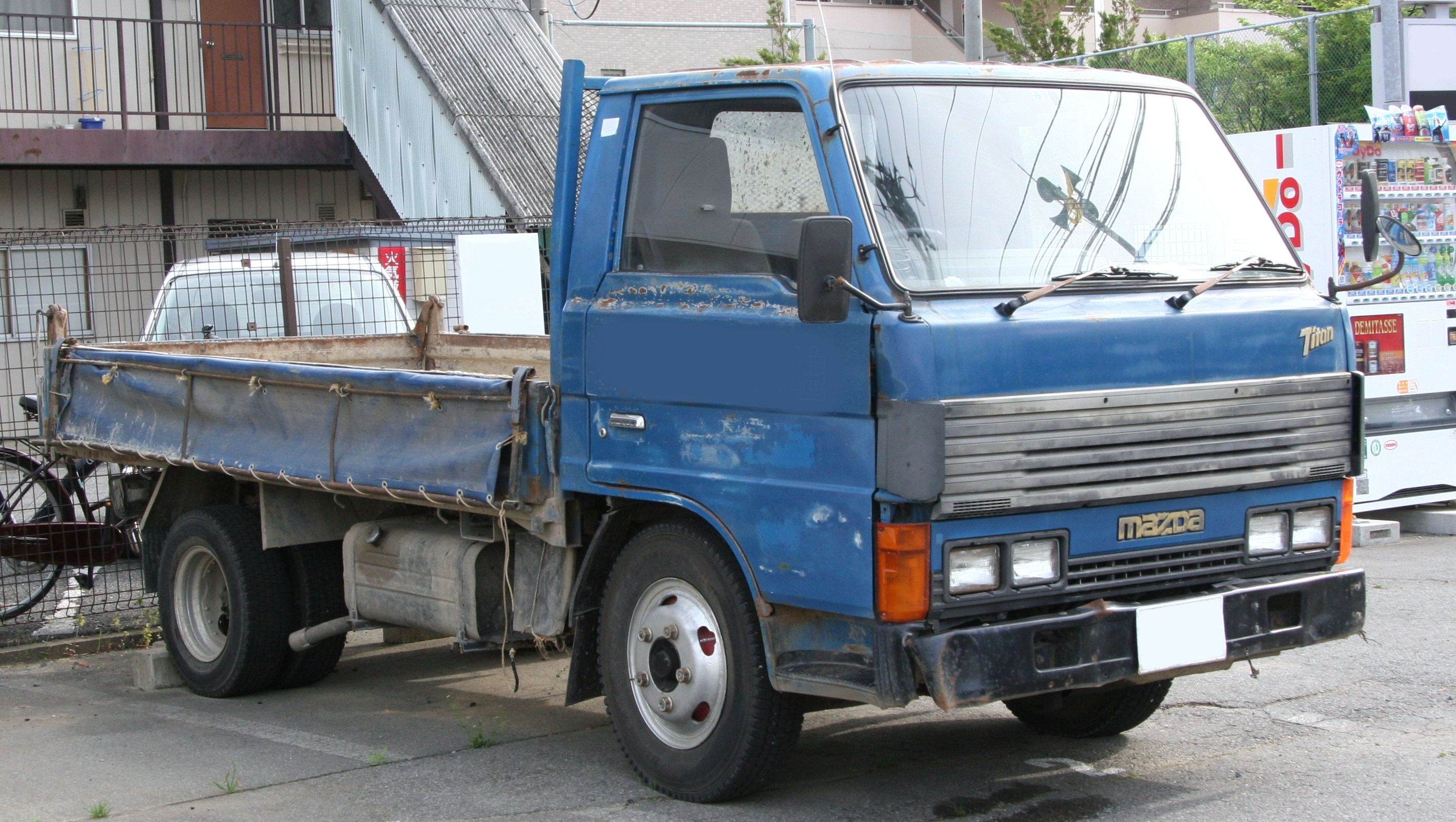
Mazda Titan 2 (1987-1989)
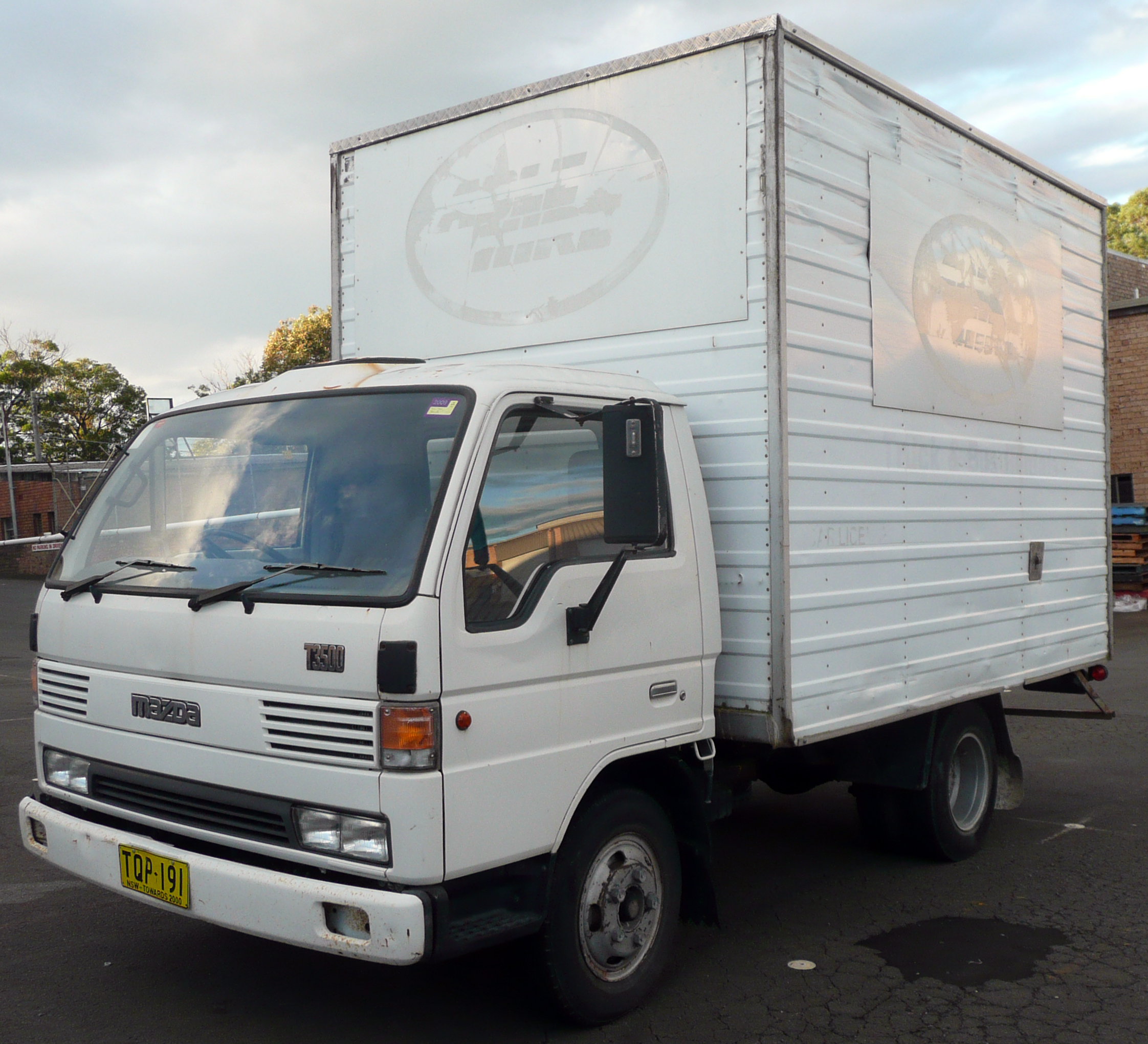
Mazda Titan 3 (1989-1995)
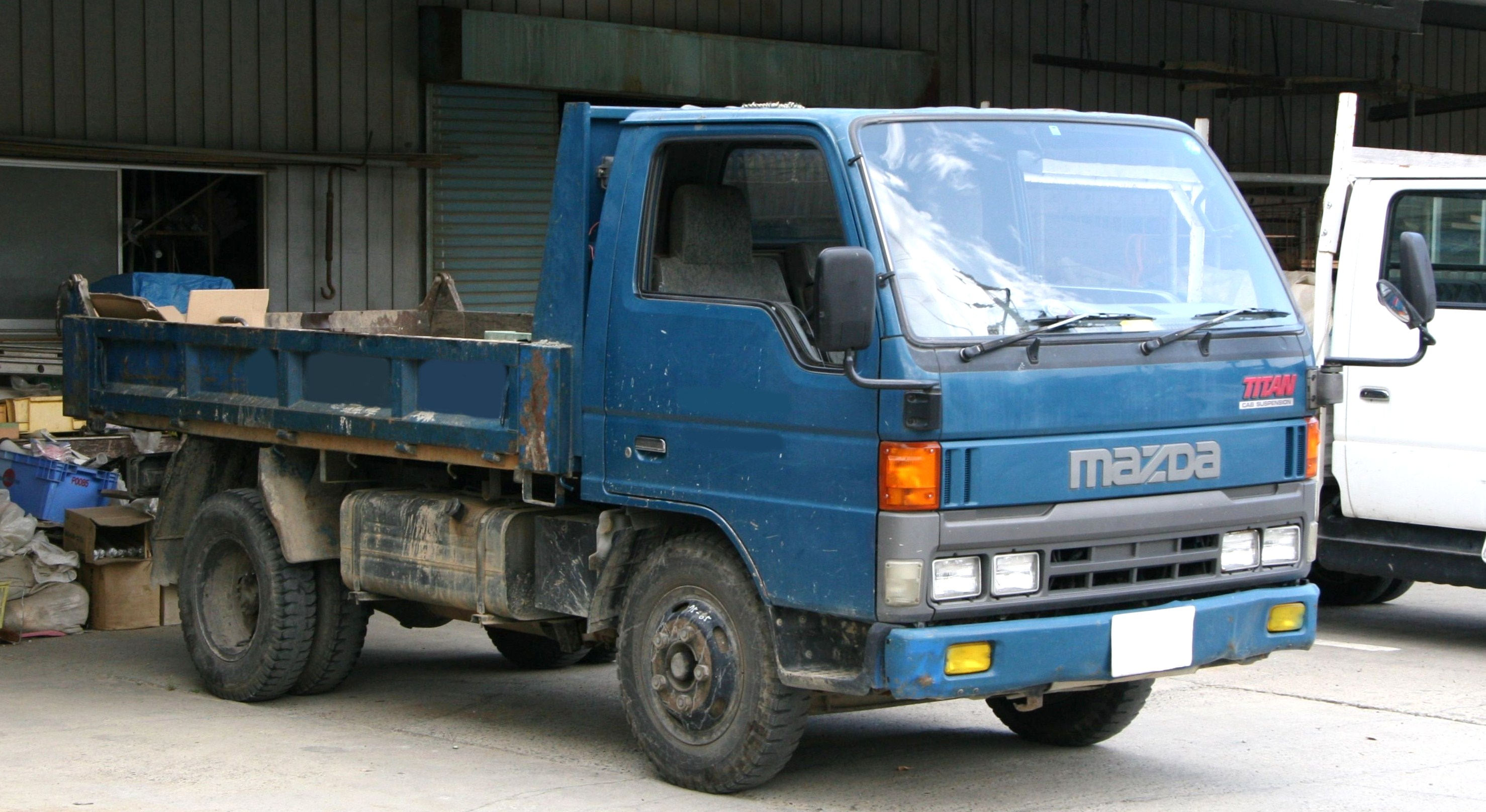
Mazda Titan 3 (1995-1997)
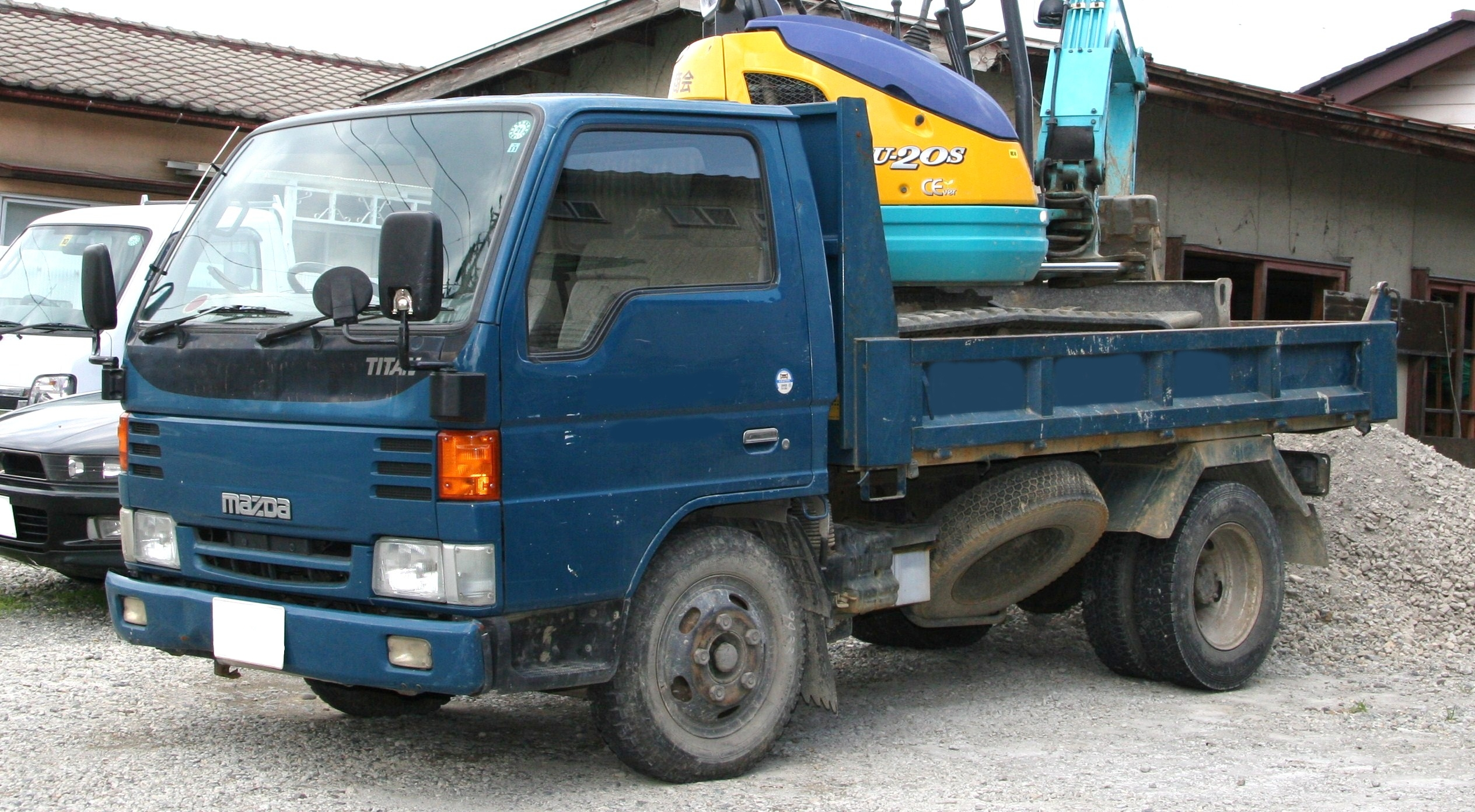
Mazda Titan 3 (1997-2000)
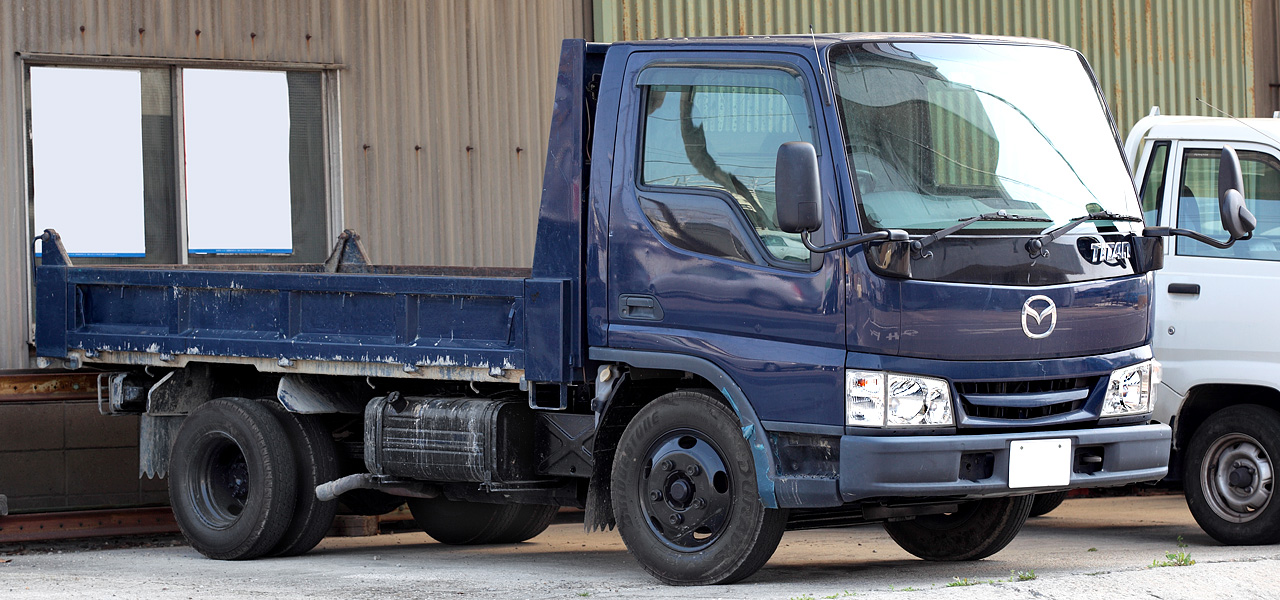
Mazda Titan 4 (2000-2004)
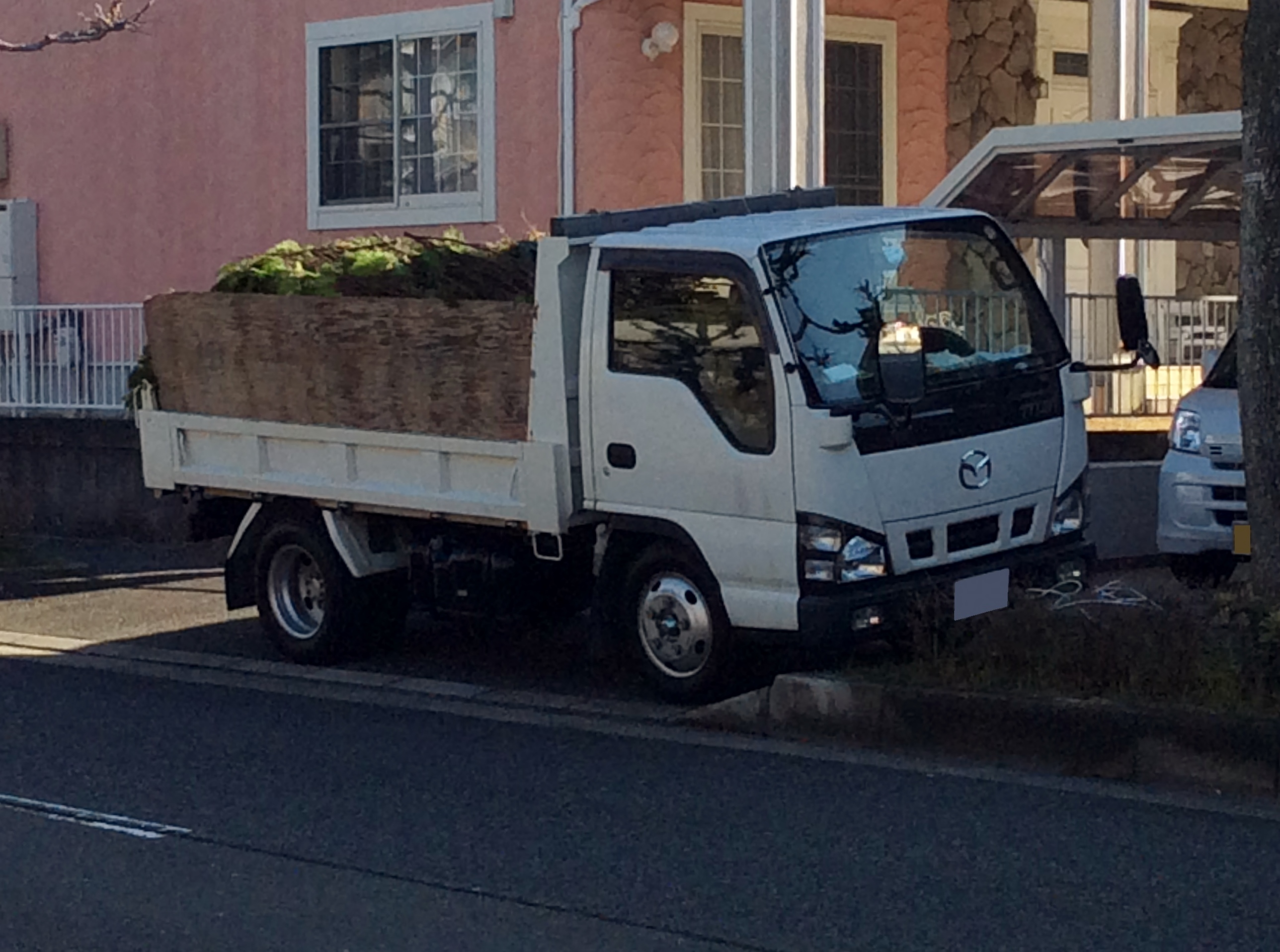
Mazda Titan 5 (2004-2007)
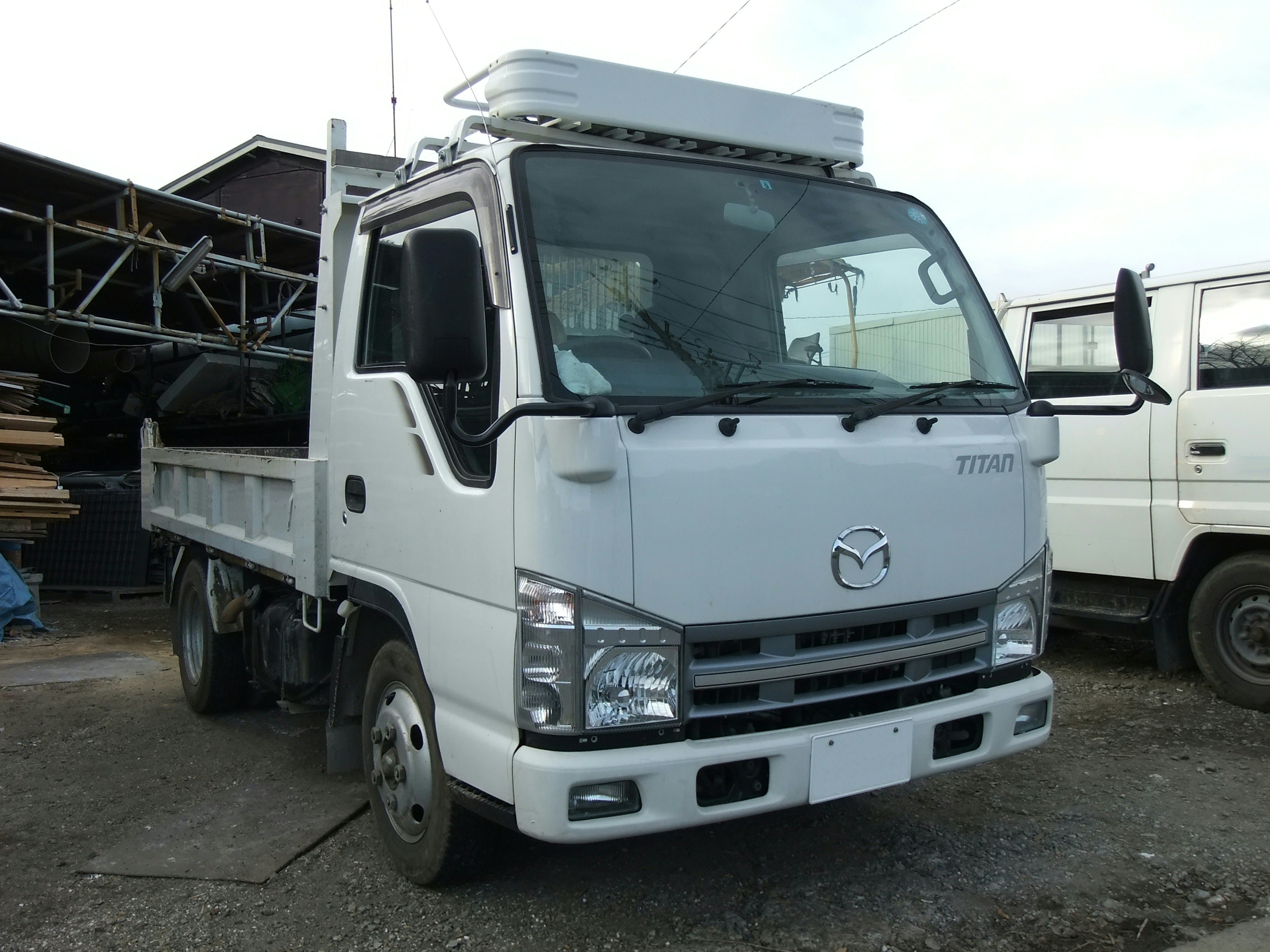
Mazda Titan 6 (з 2007)